# Dahlica goppensteinensis
Dahlica goppensteinensis is een vlinder uit de familie zakjesdragers (Psychidae). De wetenschappelijke naam van deze soort is voor het eerst geldig gepubliceerd in 1954 door Sauter.
De soort komt voor in Europa.